# شاه عبداللطیف
شاه عبداللطیف بــِتایی (به اردو: شاه عبداللطیف بهٹائی) شاعر و صوفی سرشناس سندی بود. او را بزرگ‌ترین شاعر در زبان سندی به‌شمار می‌آورند. روح اشعار او را با سروده‌های مولانا مقایسه کرده‌اند. مجموعه‌سروده‌های شاه عبداللطیف در دیوان او که به رساله شاه (سندی: شاه جو رسالو) معروف است گرد آمده‌است. رساله شاه به انگلیسی، اردو و زبان‌های دیگر ترجمه شده‌است. شاه عبداللطیف که به شاه لطیف هم مشهور است فارسی و عربی نیز آموخته بود.
شاه عبداللطیف به زبان سندی در قالب‌ها و وزن محلی شعر گفته‌است. با اینکه شعر سندی عبداللطیف کاملاً رنگ محلی دارد بازهم از سنت شعر عرفانی فارسی بر کنار نیست؛ برای اینکه شاه لطیف در این سنت تصوف و عرفان رشد کرده‌است و تمام مختصات شعر عرفانی فارسی در کلام سندی این عارف سند موجود است.

## پیشینه
او در یک خانواده صوفی در ۱۱۰۱ هجری در دهکده هالا نزدیک حیدرآباد زاده شد. نیای او شاه عبدالکریم هم شاعر به‌نام سندی بود. شاه عبداللطیف در محیط کاملاً صوفیانه رشد کرد و همه عمر به روش صوفیان زندگی کرد. چندین سال در مسافرت‌ها و گردش‌های خود در صحبت فقرا و مرتاضان به‌سر برد. موسیقی را خیلی دوست داشت و از سماع لذّت می‌برد. بخش عمده زندگانی خود را در انزوا به سر کرد. جهان و جهانیان را از دیدگاه صوفیان می‌نگریست. شعر بتایی را یک نوع ادامه سنت عارفانه شعر فارسی می‌شود تلقی کرد.

## نمونه شعر
«در سُر سارنگ» شاه عبداللطیف فیض‌رسانی پیامبر اسلام را اینطور بیان می‌کند:
امروز ابرها به سوی شمال رقصانند
ابرها از روضهٔ اقدس حضرت آمده باریدند
از آنجا ابر رحمت شده آمدند
گله‌بانان خرسند شدند
از روضهٔ رسول ابر و باران آمد
به زودی نهر «تارا» از آب پر شد
ابر رودخانه تشنه را سیراب کن
محبوب جلوه نمایی کرد